# Eduardo Lago
Eduardo Lago (Madrid, 1954) és un escriptor espanyol.

## Biografia
Nascut a Madrid el 1954, Eduardo Lago resideix a Nova York des del 1987, on es va doctorar en literatura. És professor de literatura comparada en el Sarah Lawrence College de Nova York i va ser director de l'Instituto Cervantes de Nova York (2006-2011).
La seva primera novel·la, Llámame Brooklyn (2006), va ser elegida la millor obra de ficció de l'any per El cultural d'El Mundo, es va traduir a dotze idiomes i va obtenir el Premi de la Crítica de narrativa castellana, el Premi Nadal, el Ciutat de Barcelona i el premi de la Fundación Lara a la novel·la amb més bona acollida crítica. També és autor de Cuentos dispersos (2000), del llibre de viatges Cuaderno de Méjico (2000), de la col·lecció de relats Ladrón de mapas (2008) i de la novel·la Siempre supe que volvería a verte, Aurora Lee (2013).
És traductor de Henry James, Sylvia Plath, John Barth i molts altres autors del cànon angloamericà i membre fundador de l'Orde del Finnegans, dedicada a l'estudi en clau humorística de l'obra de James Joyce. Guanyador del Premi Bartolomé March el 2001 per un estudi sobre les traduccions al castellà de l'Ulisses de Joyce, entre els treballs de periodisme literari de Lago destaquen les entrevistes en profunditat fetes a escriptors com Don DeLillo, Philip Roth, Czeslaw Milosz, Salman Rushdie, Bret Easton Ellis, Norman Mailer o Paul Auster.